# Артоболевский, Владимир Михайлович
Влади́мир Миха́йлович Артоболе́вский (22 июля [3 августа] 1874, с. Симбухово, Пензенская губерния — 9 октября 1952, Киев) — российский, советский зоолог, орнитолог; доктор биологических наук, профессор.

## Биография
В 1901 году окончил Университет Святого Владимира. Будучи студентом, увлекся изучением орнитологии, начал изучение птиц Пензенской губернии.
С 1902 года — учитель естествознания в одной из школ Киева, с 1908 — преподаватель Киевского женского Фрёбелевского педагогического института.
С 1918 года — ассистент в Киевском университете, с 1933 — директор Зоологического музея университета. До начала Великой Отечественной войны в музее насчитывалось около 2 млн музейных единиц. Временная оккупация Киева нанесла огромный ущерб музею: гитлеровцы вывезли уникальную коллекцию бабочек, а перед уходом из города взорвали и сожгли основное здание университета, в котором был размещён Зоологический музей. Погибли все выставочные и фондовые коллекции и богатая библиотека музея. В период наступления Красной Армии в Восточной Пруссии в 1945 году украинский зоолог А. П. Корнеев в средневековом замке Хайльсберг близ Кёнигсберга обнаружил большую коллекцию палеарктических бабочек, в которой он узнал коллекцию из зоомузея Киевского университета, разграбленного фашистами перед отступлением. Все материалы были переправлены в Киев и легли в основу восстанавливаемого музея Киевского университета.
После освобождения Киева от немецко-фашистских войск в 1943 году В. М. Артоболевский восстанавливал Зоологический музей Киевского университета, участвовал в возобновлении работы биологического факультета. Ряд ценных экспонатов и коллекций был передан музею зоомузеями Одесского и Кишинёвского университетов, Львовским природоведческим музеем, городским музеем г. Дрогобыча и другими учреждениями. Профессором В. М. Артоболевским были организованы специальные экспедиции в различные районы, в результате которых были созданы научные фонды.
Похоронен на Лукьяновском гражданском кладбище Киева.

### Семья
Прадед — Никифор Иванов (Никифор Иванович Артоболевский); священник Пензенской епархии.
Дед — Григорий Никифорович Артоболевский (1819—1897); выпускник Пензенской духовной семинарии (1843), служил в церкви Рождества Богородицы (Малая Танеевка Саранского уезда).
Отец — Михаил Григорьевич Артоболевский (1848—1887); выпускник Пензенской духовной семинарии (1872), с 1873 — священник в храме села  Симбухово Пензенского уезда.
Сын — Георгий Владимирович Артоболевский (31 декабря 1898, Киев — 2 июля 1943 Льгов, Курская область), артист, мастер художественного слова, общественный деятель, автор нескольких работ по актёрскому мастерству и методических разработок для преподавателей русской литературы. В 1930 - 1933, находясь в заключении, работал на строительстве Беломоро-Балтийского канала. Похоронен в усадьбе «Нижние Деревеньки» в г. Льгове Курской области. Его супруга — А. Д. Артоболевская (1905—1988).

## Научная деятельность
В 1908 году создал Киевское орнитологическое общество им. К. Ф. Кесслера и был его председателем на протяжении 10 лет; редактировал издания общества, популяризировал биологические знания.
В 1924 году присвоено звание профессора зоологии и зоогеографии.
Первые научные публикации сделал в Пензе. Автор ряда научных работ, посвящённых, главным образом, фауне птиц Киевской и Черниговской областей, Пензенской губернии и Чукотского полуострова.
В работах 1923—1924 годов относил веретенника к возможно случайно залётным видам Пензенской губернии. В более поздней своей работе (1926) он, на основании коллекционной тушки молодого веретенника, добытого 26 июля 1926 года в окрестностях Наровчата (ныне — Пензенской области), признал возможность редкого спорадического гнездования L. limosa, тем самым подтвердив мнение М. Н. Богданова.
Собранную большую коллекцию птичьих гнезд и яиц передал в естественно-исторический музей Пензенского общества любителей естествознания.
В научных поездках и экскурсиях спутником В. М. Артоболевского был старший лаборант-таксидермист А. Д. Лубнин.

### Избранные труды
- Материалы к познанию птиц юго-востока Пензенской губернии (Уу. Городищенский, Пензенский, Чембарский, Инсарский, Саранский и прил. к ним места) // Бюллетень Моск. об-ва испытателей природы: Нов. серия. Отд. биол. — 1923—1924. — Т. 32, Вып. 1/2. — С. 162—193.
- Новые данные к списку и описанию птиц Пензенской губернии // Зап. Киевского о-ва естествоиспытателей. — 1926. — Т. 27, № 1. — С. 44-60.
- Обзор птиц юго-восточной части Пензенской губернии // Зап. Киевского о-ва естествоиспытателей. — 1905. — Т. 19.
- Труды Киевского орнитологического общества им. К. Ф. Кесслера.

## Адреса
Киев, ул. Гоголевская, д. 34, кв. 1 (1934—1952).

## Комментарии
1. ↑  В источниках приводится также дата рождения 4 (17) августа 1874[2].
2. ↑  Ныне — в Мокшанском районе, Пензенская область[3]. По данным А. В. Тюстина, место рождения — с. Калинино (бывшее Симбухово), ныне в Пензенском районе[4].
3. ↑  Симбухово входило в состав Пензенского уезда с 1925 года, после упразднения Мокшанского уезда.